# Diplostephium eriophorum
Diplostephium eriophorum là một loài thực vật có hoa trong họ Cúc. Loài này được Wedd. mô tả khoa học đầu tiên.